# هاري باركر
هاري باركر (بالإنجليزية: Harry Barker)‏ هو صحفي وسياسي نيوزلندي، ولد في 18 يوليو 1898، وتوفي في 18 مايو 1994. حزبياً، نشط في الحزب الوطني في نيوزيلندا.